# Apoštolské požehnání
Apoštolské požehnání (nebo rovněž papežské požehnání) je požehnání, které uděluje papež. Uděluje jej buď přímo, nebo delegováním prostřednictvím jiných. Biskupové jsou oprávněni jej udělit třikrát ročně a každý kněz tak může učinit pro umírající.

## Galerie

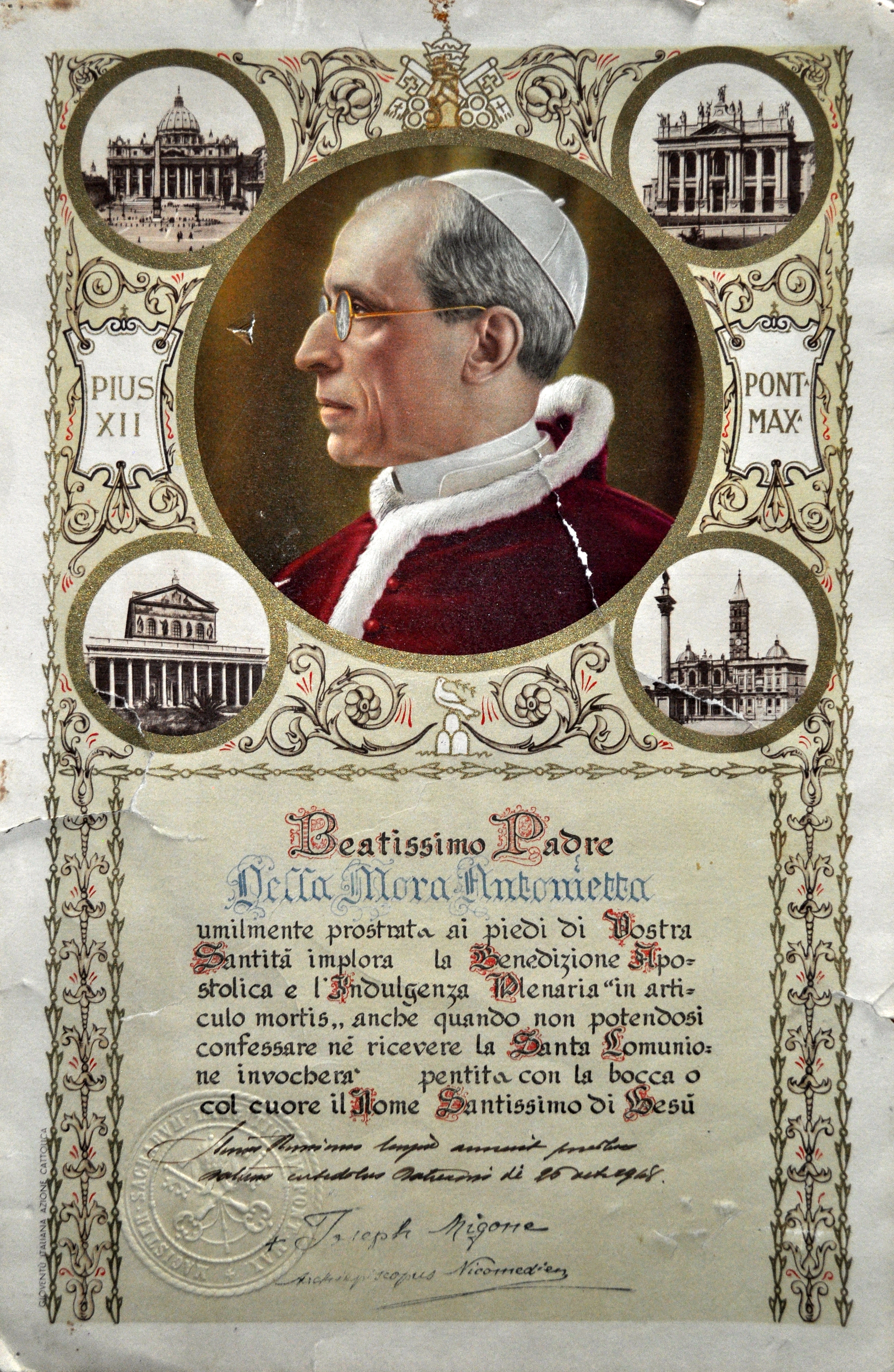
Apoštolské požehnání Pia XII. z 26. října 1948
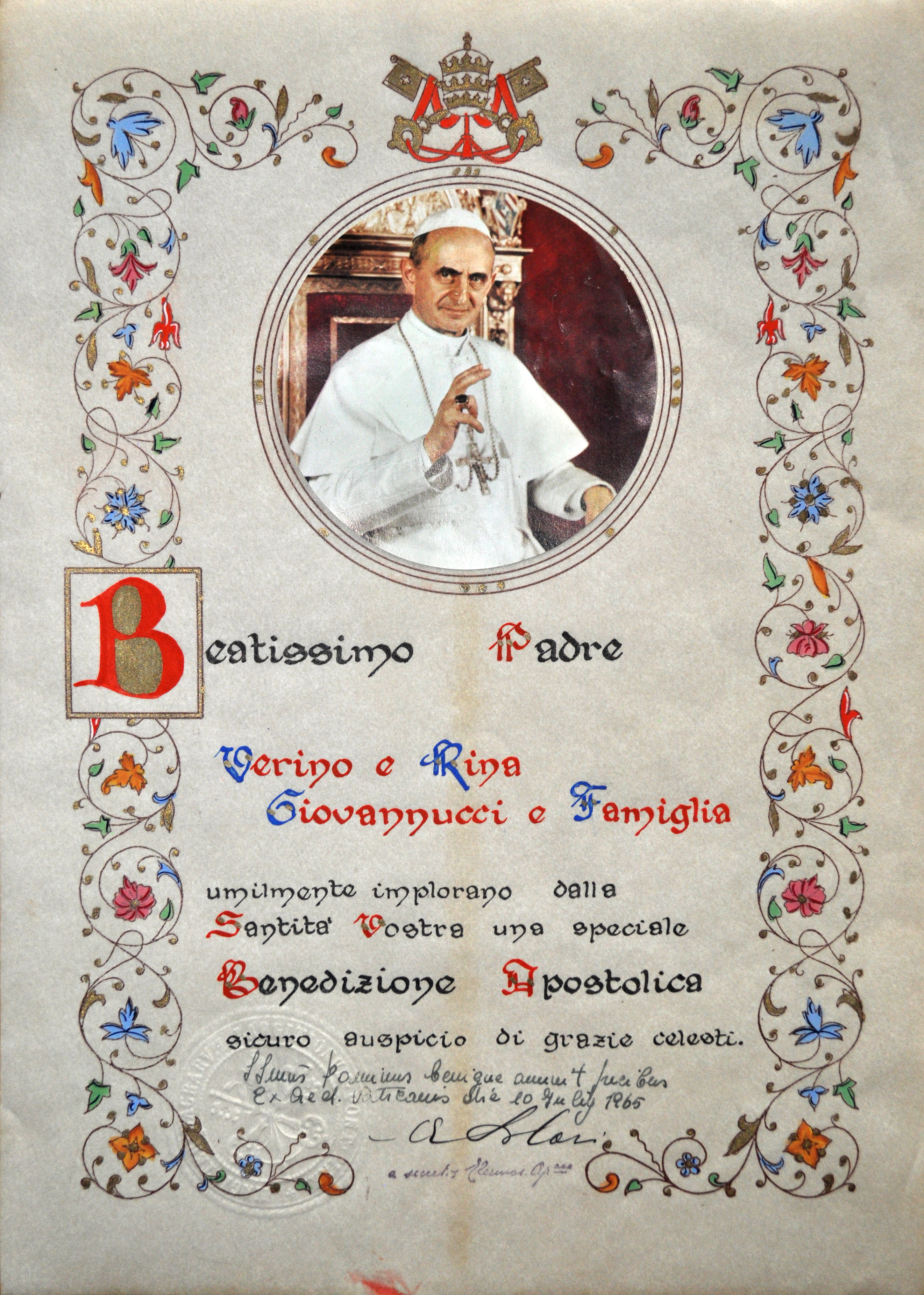
Apoštolské požehnání (1965)